# Chrétien-Louis-Joseph de Guignes
Chrétien-Louis-Joseph de Guignes (1759 – 1845) è stato un diplomatico francese.
Figlio del sinologo Joseph de Guignes, Chrétien-Louis-Joseph apprese da questi la lingua cinese, recandosi successivamente in Cina, dove visse per 17 anni sino al 1801. Partecipò in qualità di interprete alla missione diplomatica di Isaac Titsingh presso la corte di Qianlong (1794-95), della quale redasse un resoconto (Voyage a Pékin, Manille et l'Ile de France, 1808). Fu inoltre membro della Académie des sciences de l'Institut de France (sezione Geografia e Navigazione), oltre che della Académie des inscriptions et belles-lettres. A lui si deve la redazione del Dictionnaire chinois-français-latin nel 1813.